# Кортес, Нейли
Не́йли Корте́с Эспи́тия (исп. Naylee Cortes Espitia; 21 июля 2003, Киссимми, Флорида, США) — колумбийская баскетболистка, выступающая на позиции тяжёлого форварда за клуб «Чарльстон Кугарс».

## Карьера
Выступает за американский клуб «Чарльстон Кугарс», представляющий Чарлстонский колледж в I Дивизионе Национальной ассоциации студенческого спорта.

### В сборной
В 2016 году выступила на чемпионате Южной Америки среди девушек до 15 лет, в рамках которого завоевала бронзовые награды. В 2017 году принимала участие в чемпионате Америки среди девушек до 16 лет и чемпионате Южной Америки среди девушек до 17 лет, в рамках которого завоевала серебряные награды. В 2018 году вызывалась в сборную на чемпионат мира среди девушек до 17 лет и чемпионат Америки среди девушек до 18 лет. В 2019 году приняла участие в чемпионате мира среди девушек до 19 лет.
В 2019 году дебютировала в национальной сборной Колумбии в рамках отборочного этапа на летние Олимпийские игры 2020 года.